# Кезен (село)
Кезен (каз. Кезең) — село в Жанааркинском районе Карагандинской области Казахстана. Входит в состав Ералиевского сельского округа. Код КАТО — 354453500.

## Население
В 1999 году население села составляло 221 человек (127 мужчин и 94 женщины). По данным переписи 2009 года, в селе проживали 122 человека (56 мужчин и 66 женщин).